# 마오부이
마오부이(중국어: 毛不易, 병음: Máo Bùyì, 본명: 왕웨이자(중국어: 王維家, 병음: Wáng Wéijiā, 1994년 10월 1일 ~ )는 중국의 가수이다.
헤이룽장성 치치하얼시 출신이며 항저우 사범대학에서 간호학을 전공하고 항저우시에 위치한 병원에서 인턴으로 근무했다. 2017년에 텐센트 비디오에서 주최한 《명일지자》(明日之子) 노래 경연 대회에서 우승을 차지하면서 가수로 데뷔했다. 2018년에 데뷔 음반 《평범한 하루》(平凡的一天)를 발표했고 2019년에 중국 빌보드 차트 1위에 올랐다.

## 방송
- 명일지자 시즌1 (2017) - 우승
- 명일지자 시즌3 (2019) - 멘토
- 창조영 2020 (2020) - 메인 멘토